# Grand Prix de Wallonie 1983
La 24e édition du Grand Prix de Wallonie a eu lieu en 1983. Les bases de données indiquent deux courses : la première, le 12 mai, a été remportée par l'Irlandais Stephen Roche ; la seconde, le 21 mai, l'a été par le Belge Luc Govaerts.

## Classement final

### 1recourse
Stephen Roche remporte la course du 12 mai démarrant et finissant à Charleroi en parcourant les 228 kilomètres en 6 h 22 à la vitesse moyenne de 35,811 km/h.
| Classement final | Classement final  | Classement final | Classement final       | Classement final  |
|                  | Coureur           | Pays             | Équipe                 | Temps             |
| ---------------- | ----------------- | ---------------- | ---------------------- | ----------------- |
| 1er              | Stephen Roche     | Irlande          | Peugeot-Esso-Michelin  | en 6 h 22 min 0 s |
| 2e               | Eric Vanderaerden | Belgique         | Aernoudt-Rossin        | + 10 s            |
| 3e               | Phil Anderson     | Australie        | Peugeot-Shell-Michelin |                   |
| modifier         |                   |                  |                        |                   |

### 2ecourse
Luc Govaerts remporte la course du 21 mai.
| Classement final | Classement final   | Classement final | Classement final                     | Classement final |
|                  | Coureur            | Pays             | Équipe                               | Temps            |
| ---------------- | ------------------ | ---------------- | ------------------------------------ | ---------------- |
| 1er              | Luc Govaerts       | Belgique         | Europdecor-Dries-Eddy Merckx         |                  |
| 2e               | Éric Dall'Armelina | France           | Sem-France Loire-Mavic-Reydel        |                  |
| 3e               | Louis Luyten       | Belgique         | Metauro Mobili-Pinarello             |                  |
| 4e               | Yves Godimus       | Belgique         | Fangio-Tonissteiner-O.m.trucks-Mavic |                  |
| 5e               | Hubert Linard      | France           | Peugeot-Shell-Michelin               |                  |
| 6e               | Johnny De Nul      | Belgique         | Masta-Teve Blad-Concorde             |                  |
| 7e               | Walter Dalgal      | Belgique         | Safir-Van de Ven-Moser               |                  |
| 8e               | Patrick Clerc      | France           | Sem-France Loire-Mavic-Reydel        |                  |
| 9e               | Ronny Claes        | Belgique         | Metauro Mobili-Pinarello             |                  |
| 10e              | Patrick De Vos     | Belgique         | Euro Shop-Splendor                   |                  |
| modifier         |                    |                  |                                      |                  |